# Martin Schliep
Martin Schliep (geboren 16. April 1891 in Berlin; gestorben 27. Mai 1964 in Wiesbaden) war ein deutscher Diplomat, der 1944 Gesandter in Albanien war.

## Leben
Schliep absolvierte nach dem Schulbesuch ein Studium der Rechtswissenschaften an der Königlichen Universität zu Greifswald. Dort schloss er 1914 seine Promotion mit der Dissertation Die Ansprüche des Arztes gegen die Eltern aus der Behandlung eines gemeinsamen Kindes.
Schliep trat später in den auswärtigen Dienst ein und wurde in der Zentrale des Auswärtigen Amtes sowie an verschiedenen Auslandsvertretungen eingesetzt. 1933 fungierte er als Gesandtschaftsrat und Geschäftsträger an der Gesandtschaft in Polen. 1936 bis 1941 war er Vortragender Legationsrat und Referatsleiter des Referates V Osteuropa (Polen, Freie Stadt Danzig, Sowjetunion) in der Politischen Abteilung des Auswärtigen Amtes. Zu den Referenten seines Referates gehörte Wilhelm Mackeben. Die Vorlage für den SS-Obergruppenführer Werner Lorenz mit dem Titel „Deutsche Minderheiten-Politik gegenüber Polen“ des Referatsleiters Schliep trägt Mackebens Paraphe. Im August 1938 bereitete er ein weiteres Dokument für Lorenz in dessen Funktion als Leiter der Volksdeutschen Mittelstelle (VoMi) vor, in der er vor der strengen Zentralisierungspolitik der VoMi warnte.
1941 wurde Schliep als Nachfolger von Eberhard von Pannwitz zunächst Generalkonsul in Tirana. Am 21. August 1943 wurde er von Reichsaußenminister Joachim von Ribbentrop nach Rom beordert, wo er den Auftrag erhielt, die Stimmung im Lande auf die Deutschen vorzubereiten. Oberstes Bestreben des Reichsaußenministers war die Gründung einer verhandlungsfähigen, deutsch-freundlichen Regierung. Er durchforstete daraufhin die politische Landschaft Albaniens nach potentiellen Kollaborateuren. Seine Aufgabe bestand des Weiteren darin, populäre Politiker zu finden, die mit deutscher politische und militärischer Hilfe das Land „schnellstens in den Griff“ bekommen konnten. Als solcher trug er zusammen mit Josef Fitzthum, Beauftragter des Reichsführers SS für Albanien, dazu bei, dass der damalige Ministerpräsident Albaniens Fiqri Dine wegen dessen Kontakten zu den Alliierten am 29. August nach nur 43 Tagen abgesetzt wurde. Im Juni 1944 wurde er Gesandter in Albanien und bekleidete dieses Amt bis zum 16. Oktober 1944.
Nach Ende des Zweiten Weltkrieges und der Wiedereinrichtung des Auswärtigen Amts in der Bundesrepublik Deutschland kehrte Schliep in den auswärtigen Dienst zurück und war zunächst Vortragender Legationsrat, ehe er im November 1954 zum Generalkonsul in Genua ernannt wurde.

## Veröffentlichung
- Die Ansprüche des Arztes gegen die Eltern aus der Behandlung eines gemeinsamen Kindes, Dissertation Universität Greifswald 1914